# Parade équestre
Pour les articles homonymes, voir Parade.

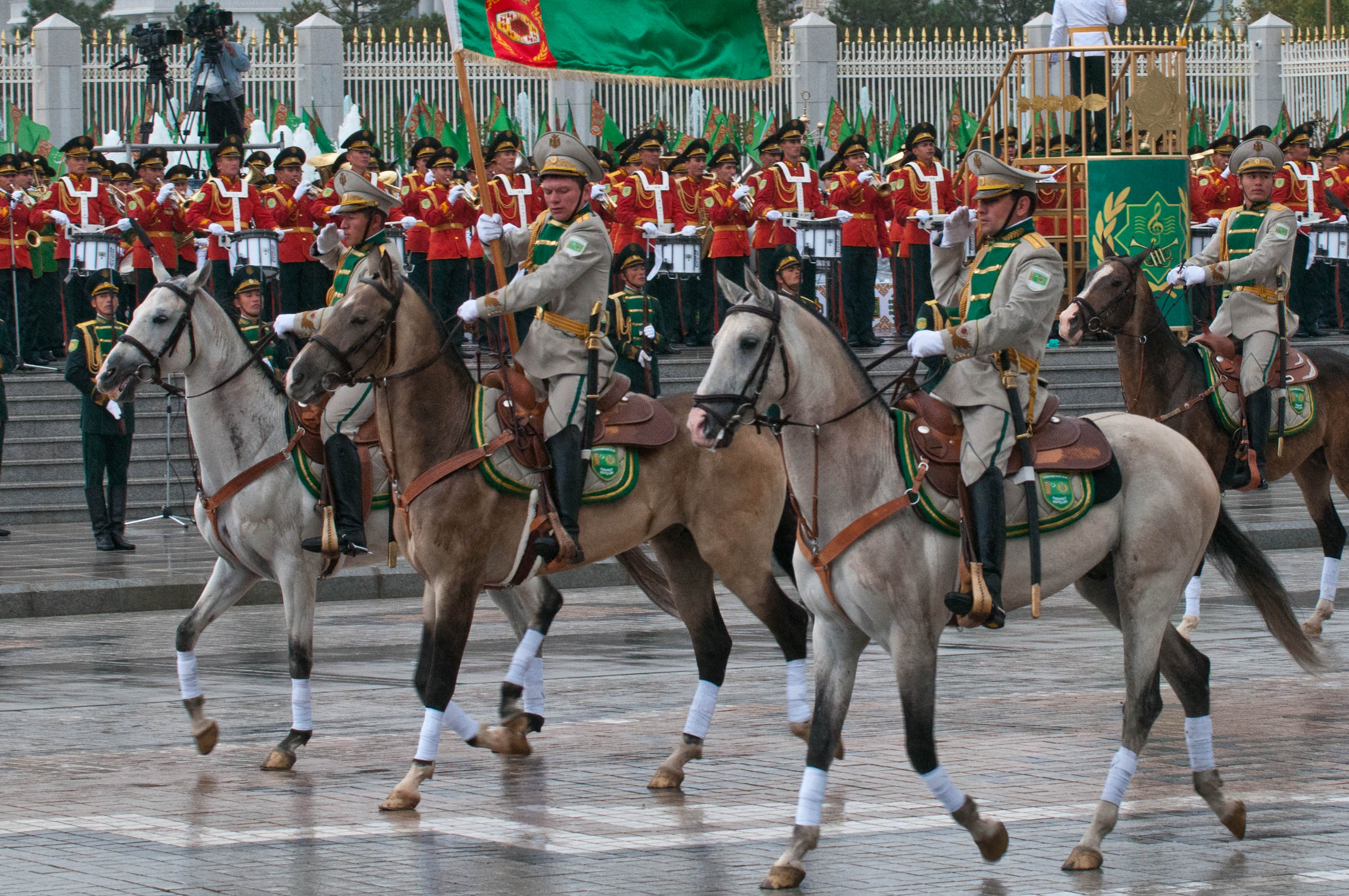
Une parade équestre du bataillon indépendant de la garde d'honneur lors du vingtième anniversaire de la Fête de l'Indépendance du Turkménistan, à Achgabat le 27 octobre 2011.

La parade équestre est une activité d'équitation consistant à parader avec sa monture, souvent richement décorée. Les chevaux sont montés et conduits dans les défilés de nombreuses façons différentes. Cependant, le terme de cheval de parade se réfère spécifiquement à un type de cheval portant de l'équipement spécialisé, qui est le plus souvent vu dans des concours et des expositions que dans des défilés.